# Il giardino dei ciliegi (film 1999)
Il giardino dei ciliegi (The Cherry Orchard) è un film del 1999 diretto da Michael Cacoyannis.
Il soggetto è tratto dall'omonima opera in quattro atti di Čechov.

## Trama
Abbandonata dal suo amante, l'aristocratica Madame Lyubov Ranyevskaya torna in Russia, solo per vedere il suo profumato frutteto di ciliegi in piena fioritura.